# سرامیک در ایئوژا
سرامیک در ایئوژا (لهستانی: Ceramika iłżecka) یک فیلم مستند لهستانی به کارگردانی آندری وایدا است که در سال ۱۹۵۱ منتشر شد. این فیلم دربارهٔ هنر ساخت سرامیک در شهر ایئوژا است.